# Ammophila barbarorum
Ammophila barbarorum es una especie de avispa del género Ammophila, familia Sphecidae.

## Taxonomía
Fue descrito por primera vez en 1951 por Arnold. 